# Sydney International 1999 - Qualificazioni singolare femminile
Le qualificazioni del singolare femminile dello  Sydney International 1999 sono state un torneo di tennis preliminare per accedere alla fase finale della manifestazione. I vincitori dell'ultimo turno sono entrati di diritto nel tabellone principale. In caso di ritiro di uno o più giocatori aventi diritto a questi sono subentrati i lucky loser, ossia i giocatori che hanno perso nell'ultimo turno ma che avevano una classifica più alta rispetto agli altri partecipanti che avevano comunque perso nel turno finale.

## Giocatrici

### Teste di serie
1. Lisa Raymond (secondo turno)
2. Henrieta Nagyová (primo turno)
3. Amélie Mauresmo (qualificata)
4. Tara Snyder (primo turno, ritiro)

1. Sylvia Plischke (secondo turno)
2. Adriana Gerši (secondo turno)
3. Meghann Shaughnessy (secondo turno)
4. Karina Habšudová (qualificata)

### Qualificate
1. Karina Habšudová
2. Amélie Mauresmo

1. Tat'jana Panova
2. Inés Gorrochategui

## Tabellone qualificazioni

### Legenda
| - Q = Qualificato - WC = Wild card - LL = Lucky loser | - ALT = Alternate - SE = Special Exempt - PR = Protected Ranking | - w/o = Walkover - r = Ritirato - d = Squalificato |

### Sezione 1
|  | Primo turno             | Primo turno             | Primo turno             | Primo turno | Primo turno |  |  | Secondo turno | Secondo turno    | Secondo turno | Secondo turno    | Secondo turno |   |   | Ultimo turno | Ultimo turno | Ultimo turno | Ultimo turno | Ultimo turno |  |
|  |                         |                         |                         |             |             |  |  |               |                  |               |                  |               |   |   |              |              |              |              |              |  |
|  | 1                       | Lisa Raymond            | Lisa Raymond            | 6           | 6           |  |  |               |                  |               |                  |               |   |   |              |              |              |              |              |  |
|  | Alt                     | Debbie Graham           | Debbie Graham           | 2           | 4           |  |  | 1             | Lisa Raymond     | Lisa Raymond  | 64               | 67            |   |   |              |              |              |              |              |  |
|  |                         | Raluca Sandu            | Raluca Sandu            | 6           | 7           |  |  |               | Raluca Sandu     | Raluca Sandu  | 7                | 79            |   |   |              |              |              |              |              |  |
|  | WC                      | Catherine Barclay       | Catherine Barclay       | 2           | 5           |  |  |               |                  |               |                  |               |   |   |              | Raluca Sandu | 6            | 1            | 1            |  |
|  | Cristina Torrens Valero | Cristina Torrens Valero | Cristina Torrens Valero | 4           | 1           |  |  |               |                  | 8             | Karina Habšudová | 4             | 6 | 6 |              |              |              |              |              |  |
|  | Miho Saeki              | Miho Saeki              | Miho Saeki              | 6           | 6           |  |  |               | Miho Saeki       | 6             | 4                | 5             |   |   |              |              |              |              |              |  |
|  |                         | Jana Kandarr            | Jana Kandarr            | 2           | 1           |  |  | 8             | Karina Habšudová | 2             | 6                | 7             |   |   |              |              |              |              |              |  |
|  | 8                       | Karina Habšudová        | Karina Habšudová        | 6           | 6           |  |  |               |                  |               |                  |               |   |   |              |              |              |              |              |  |

### Sezione 3
|  | Primo turno          | Primo turno          | Primo turno          | Primo turno | Primo turno |  |  | Secondo turno | Secondo turno       | Secondo turno | Secondo turno | Secondo turno |   |   | Ultimo turno    | Ultimo turno    | Ultimo turno    | Ultimo turno | Ultimo turno |  |
|  |                      |                      |                      |             |             |  |  |               |                     |               |               |               |   |   |                 |                 |                 |              |              |  |
|  | 7                    | Meghann Shaughnessy  | Meghann Shaughnessy  | 6           | 6           |  |  |               |                     |               |               |               |   |   |                 |                 |                 |              |              |  |
|  |                      | Sonya Jeyaseelan     | Sonya Jeyaseelan     | 4           | 4           |  |  | 7             | Meghann Shaughnessy | 6             | 4             | 1             |   |   |                 |                 |                 |              |              |  |
|  | Alt                  | Trudi Musgrave       | 6                    | 63          | 1           |  |  |               | Tat'jana Panova     | 4             | 6             | 6             |   |   |                 |                 |                 |              |              |  |
|  |                      | Tat'jana Panova      | 3                    | 7           | 6           |  |  |               |                     |               |               |               |   |   | Tat'jana Panova | Tat'jana Panova | Tat'jana Panova | 6            | 6            |  |
|  | Katarína Studeníková | Katarína Studeníková | Katarína Studeníková | 3           | 2           |  |  |               |                     | Andrea Glass  | Andrea Glass  | Andrea Glass  | 3 | 3 |                 |                 |                 |              |              |  |
|  | Anne Kremer          | Anne Kremer          | Anne Kremer          | 6           | 7           |  |  | Anne Kremer   | Anne Kremer         | Anne Kremer   | 1             | 1             |   |   |                 |                 |                 |              |              |  |
|  |                      | Andrea Glass         | 6                    | 5           |             |  |  | Andrea Glass  | Andrea Glass        | Andrea Glass  | 6             | 6             |   |   |                 |                 |                 |              |              |  |
|  | 4                    | Tara Snyder          | 2                    | 2           | r           |  |  |               |                     |               |               |               |   |   |                 |                 |                 |              |              |  |

### Sezione 4
|  | Primo turno        | Primo turno        | Primo turno        | Primo turno | Primo turno |  |  | Secondo turno     | Secondo turno      | Secondo turno      | Secondo turno  | Secondo turno  |   |   | Ultimo turno       | Ultimo turno       | Ultimo turno       | Ultimo turno | Ultimo turno |  |
|  |                    |                    |                    |             |             |  |  |                   |                    |                    |                |                |   |   |                    |                    |                    |              |              |  |
|  | 6                  | Adriana Gerši      | Adriana Gerši      | 7           | 6           |  |  |                   |                    |                    |                |                |   |   |                    |                    |                    |              |              |  |
|  | Alt                | Marketa Kochta     | Marketa Kochta     | 64          | 0           |  |  | 6                 | Adriana Gerši      | Adriana Gerši      | 68             | 2              |   |   |                    |                    |                    |              |              |  |
|  | Inés Gorrochategui | Inés Gorrochategui | Inés Gorrochategui | 6           | 6           |  |  |                   | Inés Gorrochategui | Inés Gorrochategui | 710            | 6              |   |   |                    |                    |                    |              |              |  |
|  | Radka Bobková      | Radka Bobková      | Radka Bobková      | 1           | 4           |  |  |                   |                    |                    |                |                |   |   | Inés Gorrochategui | Inés Gorrochategui | Inés Gorrochategui | 6            | 6            |  |
|  | Silvija Talaja     | Silvija Talaja     | Silvija Talaja     | 6           | 6           |  |  |                   |                    | Silvija Talaja     | Silvija Talaja | Silvija Talaja | 1 | 4 |                    |                    |                    |              |              |  |
|  | Laura Golarsa      | Laura Golarsa      | Laura Golarsa      | 1           | 0           |  |  | Silvija Talaja    | Silvija Talaja     | 2                  | 6              | 6              |   |   |                    |                    |                    |              |              |  |
|  |                    | Jennifer Capriati  | Jennifer Capriati  | 7           | 6           |  |  | Jennifer Capriati | Jennifer Capriati  | 6                  | 3              | 3              |   |   |                    |                    |                    |              |              |  |
|  | 2                  | Henrieta Nagyová   | Henrieta Nagyová   | 64          | 2           |  |  |                   |                    |                    |                |                |   |   |                    |                    |                    |              |              |  |